# Хайнрих IV фон Папенхайм (маршал)
Хайнрих IV фон Папенхайм (на немски: Heinrich IV von Pappenheim; † сл. 1257) е имперски наследствен маршал на Папенхайм в Бавария.

## Произход и брак
Той е единственият син на маршал Хайнрих III фон Папенхайм († сл. 1214) и внук на маршал Хайнрих II фон Папенхайм († сл. 1191). Роднина е на Рудолф I фон Папенхайм († 1214/1221).
Хайнрих IV фон Папенхайм се жени пр. 1237 г. за Хедвиг фон Мюнценберг (* пр. 1256; † пр. 1286), втората дъщеря на Улрих I фон Мюнценберг († 1240) и съпругата му Аделхайд фон Цигенхайн († 1226), вдовица на граф Бурххард фон Шарцфелд-Лаутерберг († 1225), дъщеря на граф Рудолф II фон Цигенхайн († 1188) и Мехтхилд от Графство Нида.
През 1255 г. Хедвиг фон Мюнценберг наследява заедно с шестте ѝ сестри брат си Улрих II фон Хаген-Мюнценберг († 1255).

## Деца
Хайнрих IV и Хедвиг имат четири деца:
- Хайнрих фон Папенхайм († сл. 1264), маршал на Папенхайм, женен за Маргарета фон Гунделфинген-Хеленщайн († сл. 1269), дъщеря на Улрих II фон Гунделфинген-Хеленщайн († 1280) и Аделхайд фон Албек († 1279). Маргарета се омъжва пр. 29 май 1268 г. за граф Хуго III фон Тетнанг-Монфор-Шеер († 1309)
- Аделхайд фон Папенхайм
- Мехтилд фон Папенхайм
- Елизабет фон Папенхайм